# Diffractella curvata
Diffractella curvata är en svampart som först beskrevs av Karl Wilhelm Gottlieb Leopold Fuckel, och fick sitt nu gällande namn av Guarro, P.F. Cannon & Aa 1991. Diffractella curvata ingår i släktet Diffractella och familjen Lasiosphaeriaceae.   Inga underarter finns listade i Catalogue of Life.